# 巴莱斯特里诺
巴莱斯特里诺（義大利語：Balestrino），是意大利萨沃纳省的一个市镇。总面积11.27平方公里，人口597人，人口密度53.0人/平方公里（2009年）。ISTAT代码为009008。